# حميد منصور القطواني
حميد منصور القطواني كاتب سياسي وصحفي وناشط حقوقي يمني من مواليد 1986 م مديرية أرحب - صنعاء

## المؤهلات التعليمية
بكالوريوس كلية الحقوق جامعة صنعاء. 

## الادوار والنشاطات السياسية والحقوقية
1. منسق عام ميثاق شرف الثورة (عهد) من بداية 2011.[3]
2. ناشط وقيادي في الثورة الشبابية  .
3. نظم العديد من البرامج التوعوية والتنسيقية في المحافظات اليمنية الرئيسية  حول ميثاق شرف الثورة السلمية .
4. نظم العديد من الندوات الثقافية والسياسية حول القضايا العامة  وحقوق الاقليات وحلم الاجيال  في بناء مجتمع مدني راقي وحضاري .
5. نظم عدة مسيرات   وفعاليات جماهيرية  تضامنا ونصرة لحقوق العمال و الموظفين  .
6. نظم حمله من المقالات و المواقف الثورية  للتضامن والمناصرة مع الاقليات اليمنية في حق المشاركة في الحوار الوطني وتمثيلها واسس مشاركتهم وتلقى العديد من رسائل الشكر والتكريم من قبل الأقليات اليمنية.[4][5]

## وظائف سابقة
- رئيس تحرير صحيفة الديمقراطي المعارضة.[6]
- محرر في صحيفة نبض المسار.

## محاولات اغتياله
يعتبر الصحفي حميد منصور القطواني من ابرز الصحفيين اليمنين المناهضين للجماعات المتطرفة وللسياسة الأمريكية في اليمن حتى انه اشتهر في الاوساط اليمنية بلقب «الصحفي الذي هزم أمريكا» [محل شك] وتعرض للعديد من التهديدات ومحاولات الاغتيال من عدة جهات مختلفة بسبب مواقفة وآرائه السياسية المناهضة للجماعات الأسلامية المتطرفة ولنشره لتحقيقات وثائقية متعلقة بالأنشطة العسكرية والأمنية الأمريكية الغير مشروعة في اليمن